# Balet Národního divadla
Balet Národního divadla je  spolu s Činohrou, Operou a Laternou magikou jeden ze čtyř uměleckých souborů Národního divadla v Praze. Baletní soubor ND byl založen v roce 1883 a je nejpočetnějším baletním tělesem v České republice.
Uměleckým šéfem Baletu je od sezony 2017/2018 Filip Barankiewicz, který v této funkci vystřídal Petra Zusku, jenž byl uměleckým šéfem od sezony 2002/2003.

## Historie Baletu Národního divadla

### Období 1883–1945

##### 1883–1884
Baletní soubor Národního divadla se formoval kolem roku 1883. Již v únoru 1982 byl prvním baletním mistrem ND jmenován Václav (Věnceslav) Reisinger.  Baletní soubor měl v počátku více než 20 členů, vč. třech sólistek (mj. Marie Zieglerová, roz. Pešková a Barbora Františka ze Schöpfů) a tanečníka Augustina Bergera. V ND Reisinger uvedl v roce 1884 první české baletní dílo Hašiš (libreto a choreografie V. Reisinger, hudba Karel Kovařovic; roli Achmeda beye tančil Reisinger). Téhož roku na konci října však divadlo opustil po konfliktu s J. J. Kolárem, který jej obvinil z neúspěchu své činohry Umrlčí hlava kvůli údajnému povrchnímu nastudování baletní vložky Reisingerem.  Spolu s ním odešla z divadla i jeho manželka Emilie Kepplerová, sólistka baletu.

##### 1884–1890
V letech 1884–1890 vedl baletní soubor Augustin Berger, opakovaně pak ještě v letech 1912–1923. Berger ustanovil u divadla také baletní školu a vytvořil sbor pomocných tanečníků (figurantů). Soubor začal pracovat již na profesionálních základech. Mezi klasickými balety uváděnými pod Bergerových vedením nechyběly např. tituly Giselle (1886) a Coppélia (1893) a na repertoáru se objevily i novinky určené zvláště dětem (Bajaja – 1897).

##### 1900–1912
Bergera vystřídal v roce 1900 italský baletní umělec Achille Viscusi, který zde působil až do roku 1912. Za jeho éry se na repertoáru objevily mj. Nedbalovy balety Pohádka o Honzovi (1902) a Z pohádky do pohádky (1908) a klasická díla Labutí jezero (1901), Louskáček (1908) a také Dvořákovy Slovanské tance (1901).

##### 1923–1927
V letech  1923–1927 vedl Balet ND polský tanečník, baletní mistr a choreograf Remislav Remislavský (vl.  jménem Szymborski).  Do ND přišel se svou žačkou Jelizavetou Nikolskou. Rozšířil soubor na 60 osob a zavedl pravidelné tréninky. Učil v baletní škole ND.  Prosadil ruskou baletní metodiku a na repertoáru byla především klasická ruská baletní díla. Ve většině baletních inscenací vytvářel sám hlavní role.
Uvedl však jako novinku také Škvorova Doktora Fausta (1926), kde byl autorem choreografie, režie a vytvořil sám i titulní roli.

##### 1928–1933
V období 1928–1933 vedl Balet ND Jaroslav Hladík, baletní mistr. Byl žákem A. Bergera a A. Viscusiho. Působil v ND nejdříve jako figurant, v letech  1905-1912 jako sborový tanečník.  Důraz ve svých choreografiích kladl na původní českou tvorbu.

##### 1937–1943
Za Hladíkova vedení hostoval od roku 1932 v souboru Joe Jenčík (žák A. Viscusiho), který pak v letech 1937 až 1943 zde získal angažmá jako baletní mistr a choreograf. Současně byl i choreografem Opery ND.

#### 1940–1945
V letech 1940–1945 byla uměleckou šéfkou baletu ND Jelizaveta Nikolská (vl. jménem de Boulkinová),  která do ND přišla již v roce 1923, několikrát pak odešla a vrátila se a od roku 1934 působila v ND jako primabalerína a od roku 1937 jako baletní mistryně. Vedla také baletní školu ND.

##### 1945–1946
Od srpna 1945 do července 1946 byl uměleckým vedoucím baletu Emanuel (Václav) Famíra,  jmenovaný Z. Nejedlým.,

### Období 1946–1989

##### 1946–1951
Od listopadu 1946 (až do roku 1951) byl Balet ND pod vedením choreografa, režiséra a dramaturga Saši Machova.  Přivedl do souboru řadu osobností, jakými byly Zora Šemberová, Miroslav Kůra, Vlastimil Jílek, Jiří Blažek, aj. V období jeho vedení získal soubor Baletu značnou prestiž  a obecné uznání, kritikou byla práce Machova vysoce hodnocena.  Zástupkyní Machova byla Nina Jirsíková, která vedla připojený baletní soubor z Divadla 5. května (Velké opery).   Machov uvedl např. Popelku (1948), Romeo a Julie (1950) a Filosofskou historii (1949). Po roce 1948 byl Machov profesně i osobně kritizován a pronásledován a po baletním matiné v červnu 1951 obviněn ministrem Z. Nejedlým z protisovětské provokace. Tanečník Kůra byl z Národního divadla převeden do Košic a Machov směřoval rovněž k vyloučení z ND. Ještě v červnu spáchal Machov sebevraždu.

##### 1953–1957
V roce 1953 byl šéfem Baletu ND jmenován Antonín Landa, který do ND nastoupil zásluhou Joe Jenčíka již v roce 1942.  Na pozici šéfa Baletu setrval do roku 1957, ale v ND působil pak až do roku 1979 jako choreograf.

##### 1957–1970
V letech 1957–1970 se stal šéfem Baletu ND Jiří Němeček, choreograf a režisér, který studoval balet v letech 1938–1942 u J. Nikolské.
 Za jeho vedení se stal soubor samostatným uměleckým tělesem a rovnocenným partnerem zbývajících souborů ND, Opery a Činohry. Došlo k tomu na základě nového statusu ND z června 1958.  Na jeviště uvedl např. balety Sluha dvou pánů (1958), Othello (1959), Romeo a Julie (1962), Labutí jezero (1971), aj.

##### 1970–1974
Němečka vystřídal v roce 1970 ostravský choreograf Emerich Gabzdyl a následně v únoru 1974 Miroslav Kůra   (až do roku 1978).

##### 1979–1989
V roce 1979 se do čela Baletu ND vrátil Jiří Němeček.  a setrval zde až do sezony 1989/1990.

### Období od roku 1990

##### 1990–2002
V roce 1990 se uměleckým šéfem souboru Baletu ND stal tanečník Vlastimil Harapes. Stálým choreografem byl jmenován Libor Vaculík. Vaculík ve spolupráci s režisérem J. Bednárikem přivedl moderní typ dějového celovečerního baletu např. Čajkovskij  (1994), Isadora Duncan (1998), Někdo to rád horké...(1994), Mauglí (1996).

##### 2002–2017
Od sezony 2002/2003 vedl Balet ND tanečník a choreograf Petr Zuska, a to až do roku 2017. Sám vytvořil pro Balet ND řadu úspěšných choreografií, např.  Brel-Vysockij-Kryl (Sólo pro tři) (2007),  Sólo pro nás dva (2017),  Chvění (2017) a nově připravil choreografie klasických děl nebo jejich choreograficko-režijní úpravy, např. S. Prokofjev: Romeo a Julie (2013), P. I. Čajkovskij: Louskáček a Myšák Plyšák (2015). Pod jeho vedením Balet ND realizoval řadu zahraničních vystoupení a přivedl do Prahy významné světové choreografy, resp. jejich díla (Jiří Kylián, Ohad Naharin, aj.)  

##### Od 2017
Od sezóny 2017/2018 je uměleckým ředitelem Baletu ND polský tanečník a choreograf Filip Barankiewicz. F. Barankiewicz pokračuje ve spolupráci  se zahraničními osobnostmi z řad choreografů a pedagogů (Marcia Haydée) a v inscenaci děl významných světových choreografů (např. John Cranko – Labutí jezero, Frederick Ashton – Marná opatrnost, George Balanchine – Timeless). Na repertoáru jsou také tradiční klasická díla, ale i původní  moderní  česká choreografie (např. Ondřej Vinklát – Slovanský temperament). V souboru Baletu ND pod vedením F. Barankiewicze působí tanečníci 17 národností.
Soubor rovněž vyjíždí na umělecká turné do zahraničí. V sezonách 2017/2018 a 2018/2019 se představil mj. ve Finsku, Jižní Koreji a Číně.

## Působiště Baletu ND
Soubor Baletu ND vystupuje na všech čtyřech scénách Národního divadla, tj. v historické budově ND, ve Stavovském divadle, na Nové scéně a ve Státní opeře. Zkušebny Baletu jsou v areálu Národního divadla na Anenském náměstí a po rekonstrukci budovy Státní opery také v její budově.

## Baletní přípravka ND
Baletní přípravka Národního divadla, vedená v minulosti převážně šéfy Baletu Národního divadla, existovala v určité formě již od počátku existence Baletu ND, tj. od konce 19. století. Pravidelnou činnost zahájila pak v roce 1953. K pedagogům Přípravky v novodobé historii patřily např. Věra Ždichyncová, Naděžda Sobotková, Olga Pásková, Dagmar Špryslová aj. Od roku 2011 vede Přípravku Jana Jodasová.
Baletní přípravka sídly v areálu ND na Anenském náměstí. Přípravka přijímá žáky od 6 let věku. Žáci dostávají příležitost také vystupovat v inscenacích pod vedením významných choreografů a režisérů, např. Louskáček-Vánoční příběh nebo Louskáček a Myšák Plyšák v choreografii Petra Zusky. Žáci také příležitostně hostují ve vybraných inscenacích v dalších divadlech, např. v Divadle Hybernia (inscenace Ferda Mravenec, choreografie Libor Vaculík). Přípravka každoročně nastuduje své výroční baletní představení (např. Taneční střípky v roce 2015 nebo Snění v roce 2017 ve Stavovském divadle).
Žáky Baletní přípravky ND byly v její novodobé historii např. Tereza Podařilová, Michaela Černá, Nikola Márová, a další.

## První sólisté a sólisté Baletu ND (stav k září 2022)

### První sólisté
- Irina Burduja (od roku 2022)
- Ayaka Fujii
- Nikola Márová
- Alina Nanu
- Miho Ogimoto
- Romina Contreras (od roku 2022) [23]
- Patrik Holeček
- Federico Ievoli
- Paul Irmatov (od roku 2022)
- Giovanni Rotolo
- Matěj Šust (od roku 2022)
- Adam Zvonař

### Sólisté
- Sophie Benoit
- Olga Bogoliubskaia
- Evgeniya Victory Gonzales
- Monika Hejduková
- Magdalena Matějková
- Kristýna Němečková
- Aya Watanabe
- Mathias Deneux
- Jonáš Dolník
- Danilo Lo Monaco (od roku 2022)
- Francesco Scarpato
- Dmytro Tenytskyy
- Erivan Garioli

### Stálý host
- Daniel Camargo

### Další členové Baletu ND (stav k září 2022)
- Čestná členka souboru Baletu ND: prof. Dadja Altenburg-Kohl
- Baletní mistryně: Barbora Kohoutková, Tereza Podařilová, Miho Ogimoto
- Baletní mistři: Alexey Afanasiev, Alexandre Katsapov, Jiří Kodym
- Dirigenti a korepetitoři: Sergej Poluektov, Václav Zahradník, Valentina Shuklina
- Baletní pedagogové: Jan Kodet, Nelly Danko
- Dalšími členy Baletu ND jsou demisólisté a sbor, umělecký poradce a pedagog, koordinátor zkoušek a pedagog. (celkem okolo 60 osob)

## Bývalí členové Baletu Národního divadla v novodobé historii (výběr)
- Petr Zuska
- Michal Štípa
- Miroslav Kůra
- Hana Vláčilová
- Pavel Ždichynec
- Lubomír Kafka
- Marta Drottnerová
- Olga Skálová
- Miroslava Pešíková
- Vlastimil Harapes
- Daria Klimentová
- Jiří Blažek
- Zora Šemberová
- Tereza Podařilová
- Jana Kůrová
- Zdena Mašitová
- Jarmila Manšingrová
- Ondřej Vinklát
- Štěpán Pechar

a další

## Premiéry Baletu v sezoně 2017/2018
- Timeless, choreografie George Balanchine
- Marná opatrnost (La Fille mal gardée), choreografie Sir Frederick Ashton
- Slovanský temperament, choreografie Ondřej Vinklát

## Premiéry Baletu v sezoně 2018/2019
- P. I. Čajkovskij:  Labutí jezero, choreografie John Cranco
- Franz Kafka: Proces, choreografie Mauro Bigonzetti

## Premiéry Baletu v sezoně 2019/2020
Heslem sezony je: Stále v pohybu / Continuously moving
- Kylián – Mosty času (Gods and Dogs, Forgotten Land, Petite Mort, Sechs Tänze), choreografie Jiří Kylián, host inscenace: Korejský národní balet
- Leonce & Lena, choreografie Christian Spuck
- P. I. Čajkovskij: Oněgin, choreografie John Cranco (obnovená premiéra)
- P. I. Čajkovskij: Spící krasavice, choreografie a režie: Marcia Haydée
- Zbyněk Matějů: Čarodějův učeň, choreografie Jan Kodet, režie SKUTR (obnovená premiéra)
- Jan Kodet, Ivan Acher: Bon Appétit, režie SKUTR (inscenace ve spolupráci s Laternou magikou)
- Sametové baletní Gala (ke 30. výročí Sametové revoluce)

## Premiéry Baletu v sezoně 2020/2021
- Phoenix (Douglas Lee / Alejandro Cerrudo / Cayetano Soto), tři původní choreografie vytvořené pro balet ND
- FORSYTHE–CLUG–MCGREGOR, choreografie William Forsythe, Edward Clug, Wayne McGregor

## Premiéry Baletu v sezoně 2021/2022
- Sergej Prokofjev: Romeo a Julie, choreografie John Cranco (premiéra)
- bpm (Bill, ARTZA, Bohemian Gravity), choreografie Eyal Dadon; Sharon Eyal a Gai Behar; Yemi A.D.

## Návštěvnost představení Baletu ND
Návštěvnost představení Baletu ND je tradičně nejvyšší ze všech souborů Národního divadla: 
- Sezona 2013/2014 – počet představení:149, cca 109.000 diváků, návštěvnost 84,4%  [24]
- Sezona 2014/2015 – počet představení:139, cca 111.500 diváků, návštěvnost 88,7%  [25]
- Sezona 2015/2016 – počet představení:133, cca 103.500 diváků, návštěvnost 92,2%  [26]
- Sezona 2016/2017 – počet představení:140, cca 100.000 diváků, návštěvnost 94,3%  [27]
- Sezona 2017/2018 – počet představení:130, cca 94.000 diváků, návštěvnost 93,4% [28]
- Sezona 2018/2019 – počet představení:127, cca 95.000 diváků, návštěvnost 93,9% [29]
- Sezona 2019/2020 – počet představení:87,  cca 70.500 diváků (období covidu), návštěvnost 94,8% [30]
- Sezona 2020/2021 – počet představení:29, cca 14.000 diváků (období covidu), návštěvnost 70,2% [31]
- Sezona 2021/2022 – počet představení:110, cca 86.000 diváků, návštěvnost 85,6% [32]
- Sezona 2022/2023 – počet představení:127, cca 108.000 diváků, návštěvnost 92,6% [33]

## Galerie – Umělečtí šéfové Baletu ND

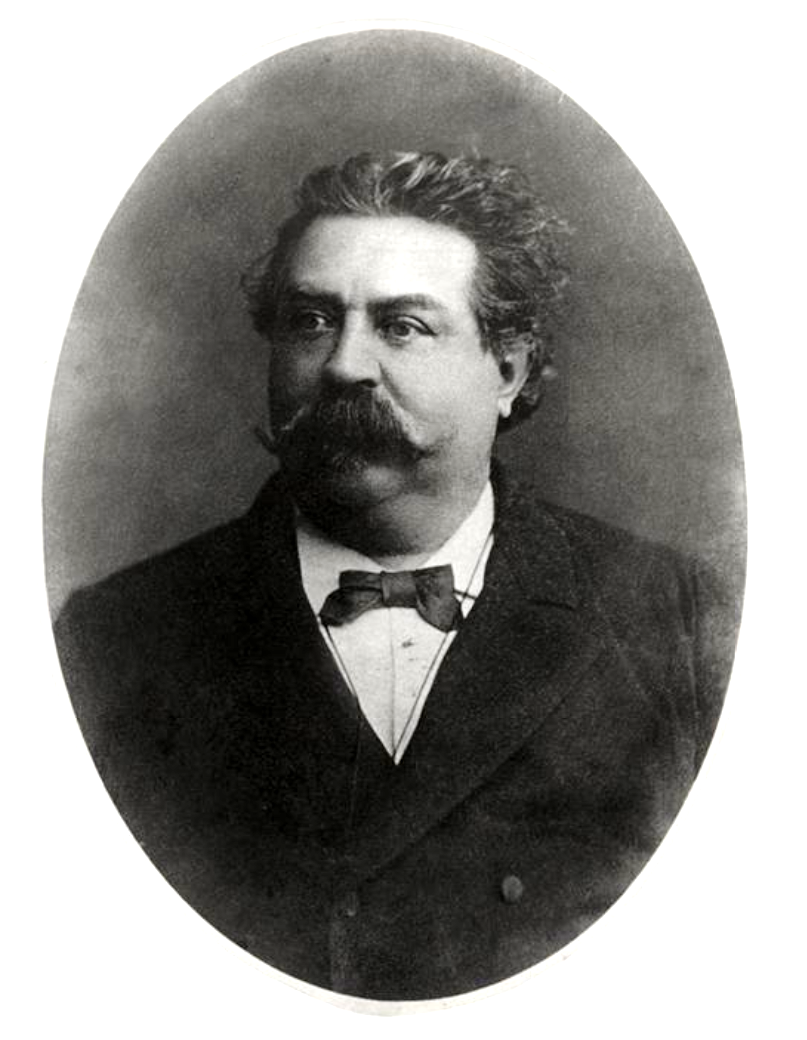
Václav Reisinger  (1883–1884)
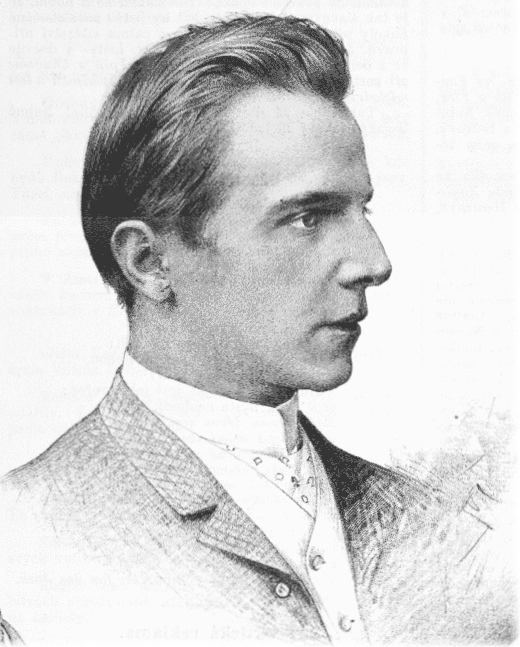
Augustin Berger  (1884–1890)
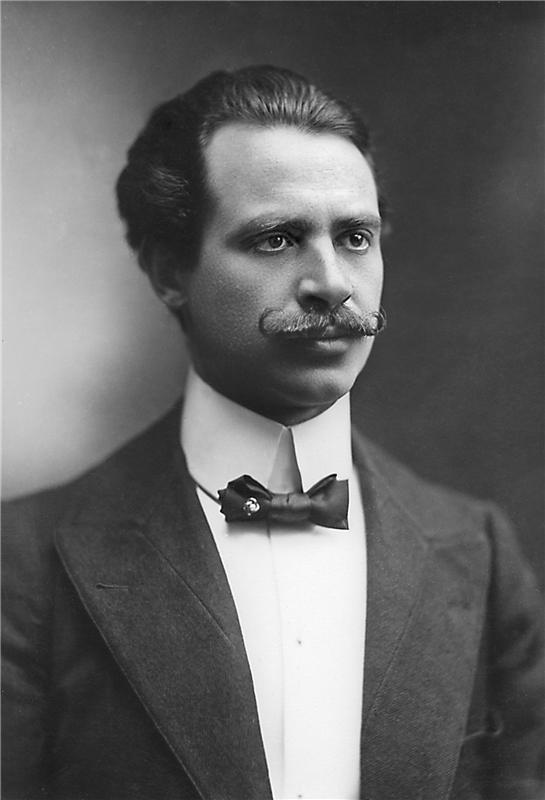
Achille Viscusi  (1900–1912)
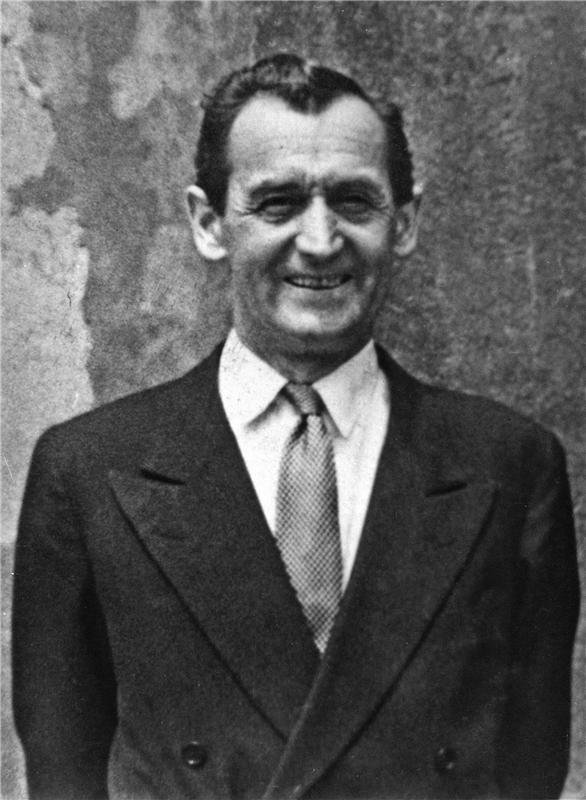
Saša Machov  (1946–1951)
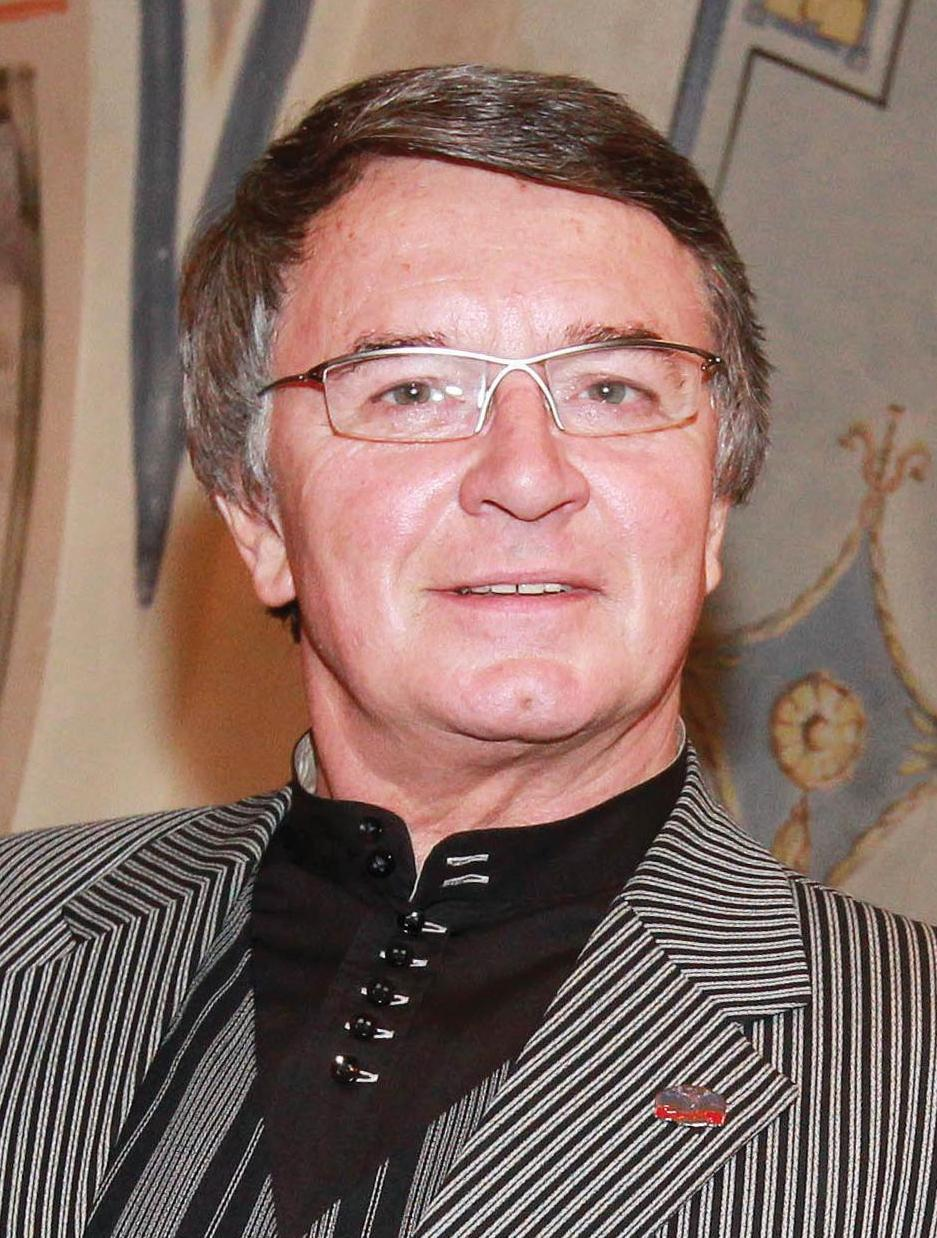
Vlastimil Harapes  (1990–2002)
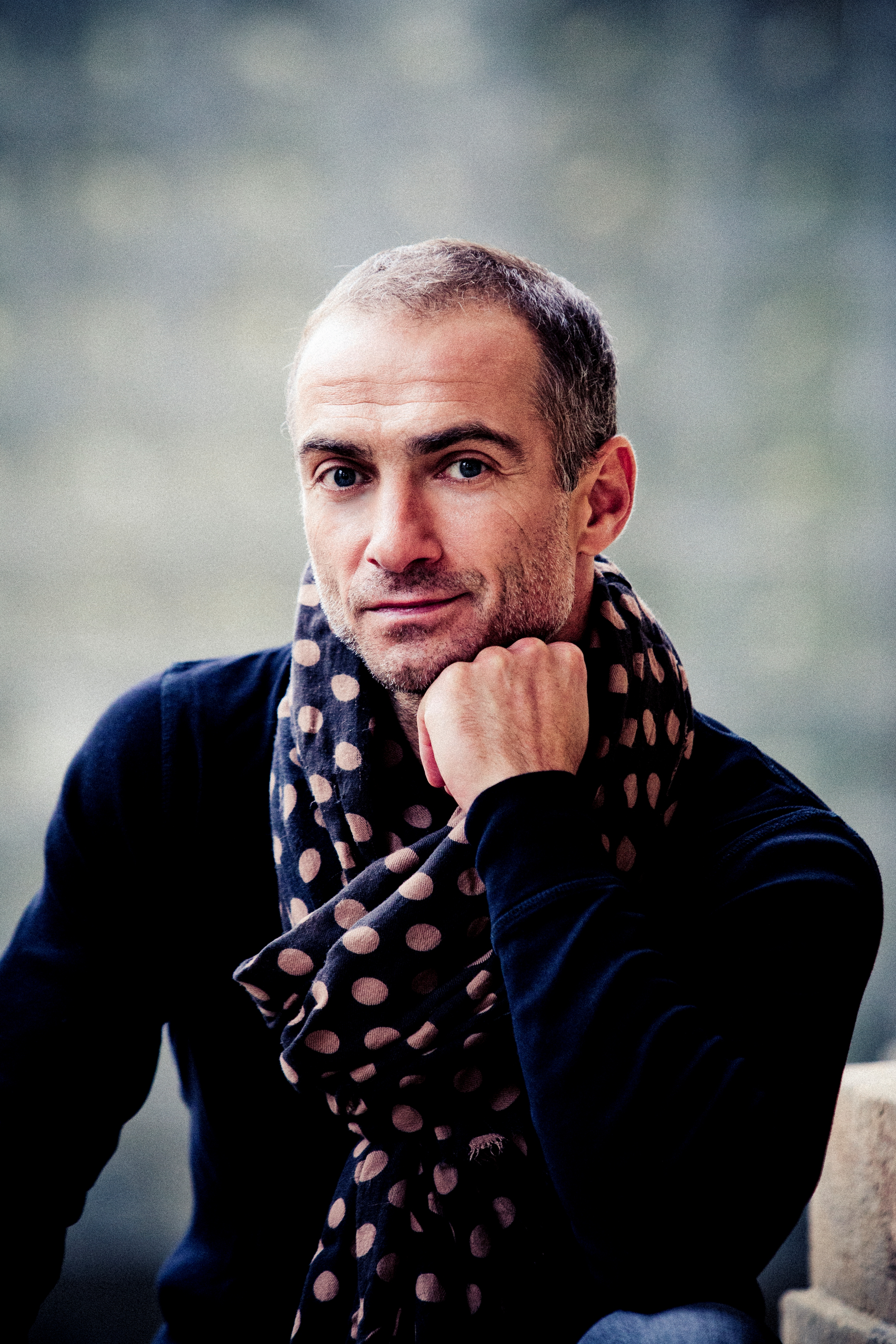
Petr Zuska  (2002–2017)
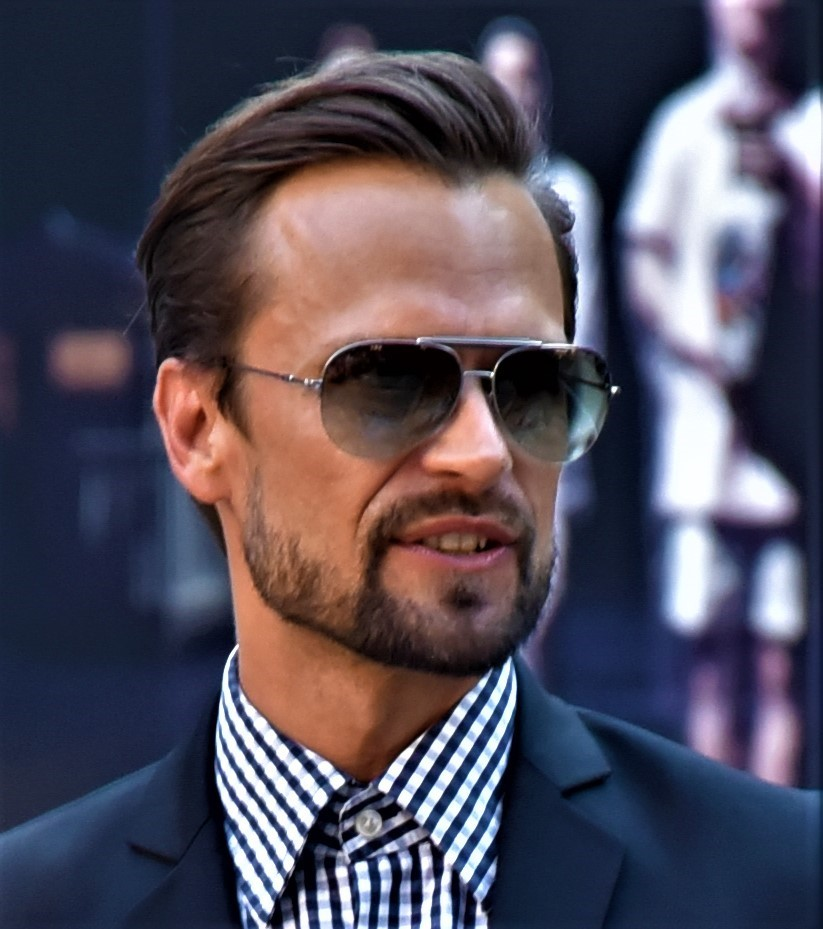
Filip Barankiewicz (od r. 2018)